# Касерис
Касерис (порт. Cáceres) — город и муниципалитет в Бразилии, входит в штат Мату-Гросу. Составная часть мезорегиона Юго-центральная часть штата Мату-Гроссу. Входит в экономико-статистический микрорегион Алту-Пантанал. Население составляет 84 175 человек на 2007 год. Занимает площадь 24 398,399 км². Плотность населения — 3,45 чел./км².
Праздник города — 6 октября.

## История
Город основан 6 октября 1778 года. 

## Статистика
- Валовой внутренний продукт на 2004 год составляет 423 534 000,00 реалов (данные: Бразильский институт географии и статистики).
- Валовой внутренний продукт на душу населения на 2004 год составляет 4829,00 реалов (данные: Бразильский институт географии и статистики).
- Индекс развития человеческого потенциала на 2000 год составляет 0,737 (данные: Программа развития ООН).

## География
Климат местности: тропический.